# 地壇

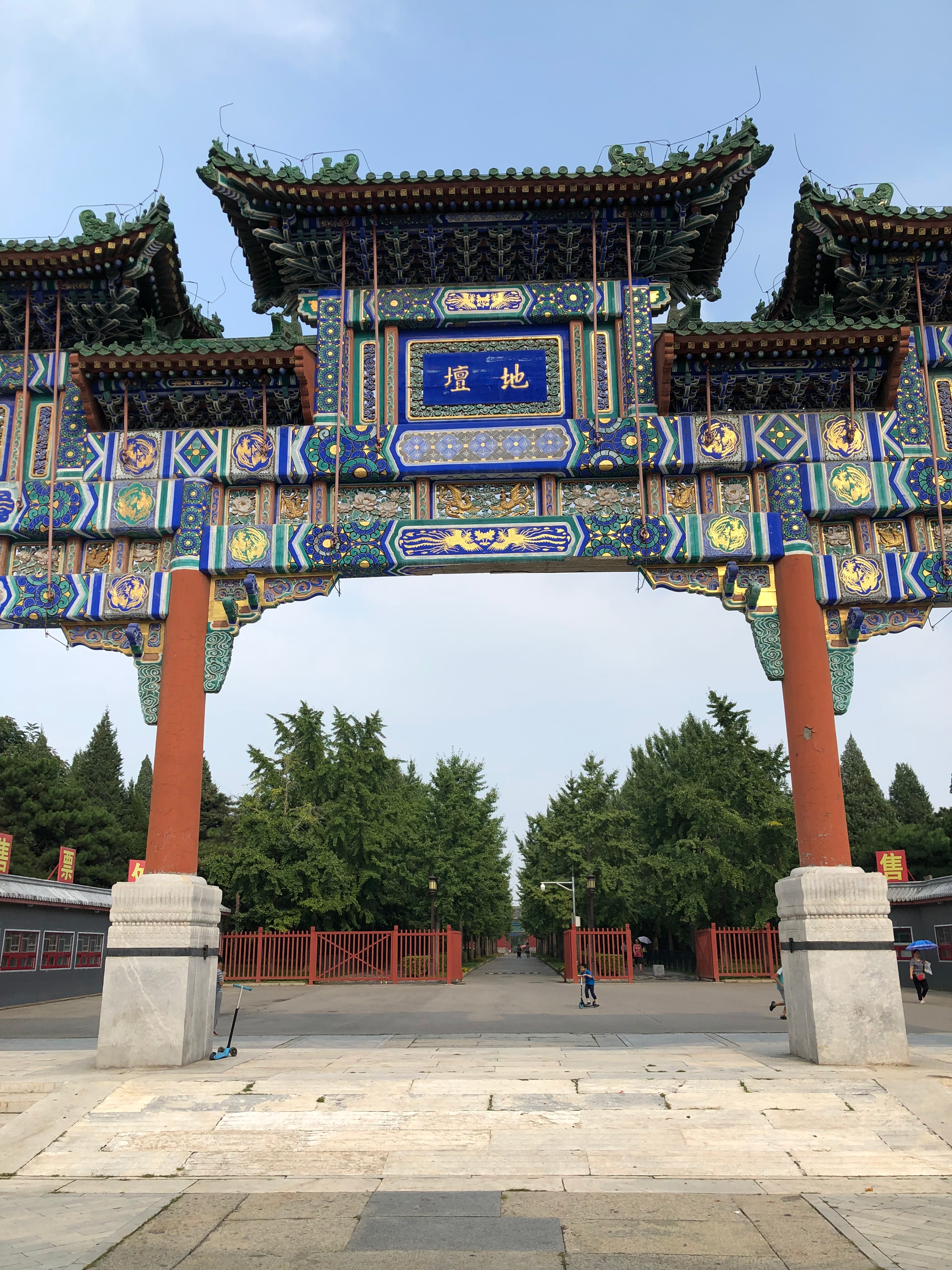
地壇公園

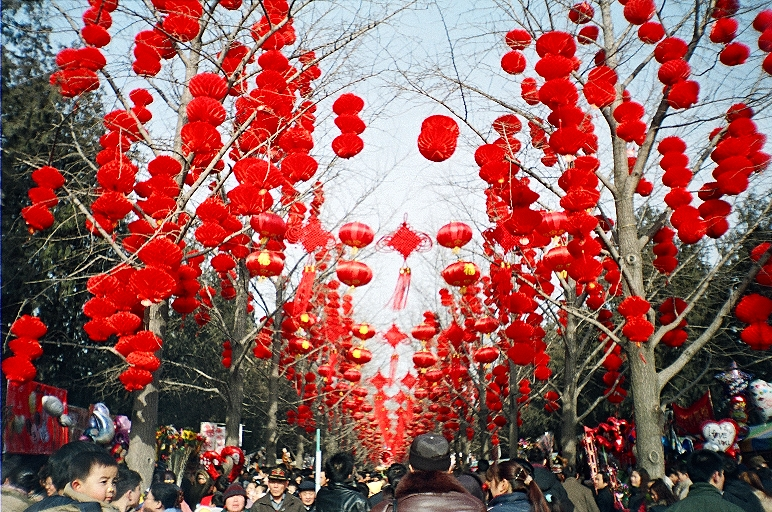
北京東城区の地壇公園での旧正月

地壇（ちだん、満洲語：ᠨᠠ ᠊ᡳ
ᡝᠨ᠋ᡩᡠ᠋ᡵᡳ
ᠮᡠᡴ᠋ᡩᡝ᠋ᡥᡠᠨ、転写：na -i enduri mukdehun）は、中華人民共和国北京市東城区の安定門外にある史跡で、明清代の皇帝が地の神に対して祭祀を行った宗教的な場所（祭壇）である。
地壇の真向かいにあるのが、北京の南部崇文門にある天壇である。
土壇は明朝9年（1530年）に建てられた。現在は中華人民共和国全国重点文物保護単位（6-299）に指定されている。

## 建築の特徴
1. 天壇が紫禁城の南東に築かれたのに対して、地壇は紫禁城の北東に築かれており、これは古代中国の天南地北説に符合する。
2. 天壇の主な建築が円形であるのに対して、地壇は方形である。これは『大清会典』の述べる「方（四角）は地を表す」に従っており、中国の天円地方の宇宙観を体現している。
3. 「天は陽、地は陰とみなす」という陰陽思想に従い、天壇の石塊や、階段、柱などはこぞって奇数（陽数）で構成されている。一方地壇は偶数（陰数）で構成されている。例えば方澤壇の階段は8段であり、壇は6方丈である。使用した石版の数も偶数であり、中華文化を反映している。

## 廟会
北京で年に一度行われる『春節文化廟会』はここで行われる。